# Чемпионат СССР по тяжёлой атлетике 1979
54-й чемпионат СССР по тяжёлой атлетике прошёл с 25 июля по 3 августа 1979 года во Дворце спорта «Юбилейный» в Ленинграде. Он был проведён параллельно с соревнованиями по тяжёлой атлетике на VII летней Спартакиаде народов СССР, в которых помимо советских спортсменов участвовали зарубежные атлеты из 15 стран.

## Медалисты
| Категория    | Золото                                     | Золото                 | Серебро                                          | Серебро                | Бронза                                      | Бронза                 |
| До 52 кг     | Александр Воронин «Труд» Кемерово          | 240 кг (107,5 + 132,5) | Александр Сеньшин Вооружённые Силы Ворошиловград | 235 кг (97,5 + 137,5)  | Каныбек Осмоналиев «Буревестник» Фрунзе     | 235 кг (105 + 130)     |
| До 56 кг     | Виктор Веретенников «Труд» Волгоград       | 262,5 кг (112,5 + 150) | Самвел Мурадян «Севан» Ереван                    | 257,5 кг (110 + 147,5) | Олег Караяниди Вооружённые Силы Москва      | 255 кг (112,5 + 142,5) |
| До 60 кг     | Николай Колесников «Динамо» Бугульма       | 282,5 кг (125 + 157,5) | Виктор Мазин «Енбек» Шахтинск                    | 282,5 кг (125 + 157,5) | Виктор Лавренюк Вооружённые Силы Львов      | 280 кг (122,5 + 157,5) |
| До 67,5 кг   | Вячеслав Андреев «Динамо» Кокчетав         | 312,5 кг (132,5 + 180) | Сергей Певзнер Вооружённые Силы Ростов-на-Дону   | 310 кг (135 + 175)     | Авсет Авсетов Вооружённые Силы Москва       | 307,5 кг (135 + 172,5) |
| До 75 кг     | Валерий Смирнов Вооружённые Силы Ленинград | 335 кг (147,5 + 187,5) | Вардан Милитосян «Ашхатанк» Ленинакан            | 332,5 кг (142,5 + 190) | Василий Денисов Вооружённые Силы Пермь      | 332,5 кг (150 + 182,5) |
| До 82,5 кг   | Юрий Варданян «Локомотив» Ленинакан        | 390 кг (175 + 215)     | Валерий Талаев «Спартак» Майкоп                  | 355 кг (157,5 + 197,5) | Игорь Григорьев Вооружённые Силы Ленинград  | 355 кг (157,5 + 197,5) |
| До 90 кг     | Валерий Шарий Вооружённые Силы Минск       | 380 кг (175 + 205)     | Геннадий Бессонов «Динамо» Шахты                 | 377,5 кг (167,5 + 210) | Виктор Жгун «Трудовые резервы» Советабад    | 367,5 кг (160 + 207,5) |
| До 100 кг    | Павел Сырчин «Труд» Краснокамск            | 395 кг (172,5 + 222,5) | Валерий Кравчук «Буревестник» Жёлтые Воды        | 392,5 кг (172,5 + 220) | Сергей Кулаков «Урожай» Краснодар           | 390 кг (175 + 215)     |
| До 110 кг    | Леонид Тараненко «Урожай» Минск            | 410 кг (177,5 + 232,5) | Сергей Аракелов «Спартак» Краснодар              | 407,5 кг (182,5 + 225) | Юрий Зайцев Вооружённые Силы Днепропетровск | 395 кг (172,5 + 222,5) |
| Свыше 110 кг | Султан Рахманов «Авангард» Днепропетровск  | 420 кг (185 + 235)     | Асланбек Еналдиев «Спартак» Орджоникидзе         | 410 кг (177,5 + 232,5) | Владимир Марчук «Буревестник» Москва        | 397,5 кг (172,5 + 225) |